# Jurriaan Lobbezoo
Jurriaan Lobbezoo (Amsterdam, 18 juni 1977) is een voormalig Nederlands honkballer.

## Jeugd en opleiding
Lobbezoo, een linkshandige werper, doorliep de gehele jeugdopleiding van zijn vereniging HCAW in Bussum. Na zijn middelbare school kreeg hij een sportbeurs om in Amerika bedrijfskunde te kunnen studeren gecombineerd met honkbal. In 1995 kwam hij voor het team van de Indian River Community College twee jaar lang uit in de Junior College Competitie en behaalde hij zijn Bachelor of Science. In 1997 en 1998 kwam hij, teruggekeerd in Nederland, uit in de Nederlandse hoofdklasse voor HCAW. Beide jaren werd hij tevens uitgeroepen tot beste werper van het jaar door de KNBSB.

## Nederlands team
Sinds 1997 maakte hij deel uit van het Nederlands honkbalteam waarmee hij in 1997 meedeed aan het Europees kampioenschap, in 1998 aan het Europees kampioenschap en de wereldkampioenschappen en in 2000 aan de Olympische Spelen van 2000 in Sydney, waarna hij een contract kreeg aangeboden door de Minnesota Twins.

## Amerika en einde loopbaan
Toen hij wilde doorbreken in Amerika en onder meer speelde in Florida als onderdeel van de springtraining voor de Twins kreeg hij een ernstige schouderblessure waardoor hij in 2001 en 2002 nauwelijks aan spelen toekwam en niet uitkwam in de competitie in Amerika en uiteindelijk moest terugkeren naar Nederland. Eind 2002 stapte Lobbezoo over van HCAW naar de vereniging Almere'90 waarvoor hij tot en met 2005 uitkwam. Daarna speelde hij nog een jaar in 2006 voor HCAW, om in 2007 als eerste honkman voor Almere'90 uit te komen. Twee schouderoperaties en langdurige revalidatieperiodes hadden niet mogen baten, het werpen lukte niet meer. Lobbezoo beëindigde zijn sportloopbaan in 2008 en is tegenwoordig werkzaam als business proces analist bij een Nederlands bedrijf. In 2011 was Lobbezoo nog korte tijd pitching coach van het rookie team van HCAW.
Sharnol Adriana · 
Johnny Balentina · 
Patrick Beljaards · 
Ken Brauckmiller · 
Rob Cordemans · 
Jeffrey Cranston · 
Michaël Crouwel · 
Radhames Dijkhoff · 
Robert Eenhoorn · 
Rikkert Faneyte · 
Evert-Jan 't Hoen · 
Chairon Isenia · 
Percy Isenia · 
Eelco Jansen · 
Ferenc Jongejan · 
Dirk van 't Klooster · 
Patrick de Lange · 
Raily Legito · 
Jurriaan Lobbezoo · 
Remy Maduro · 
Hensley Meulens · 
Ralph Milliard · 
Erik Remmerswaal · 
Orlando Stewart